# Grand Prix automobile des Pays-Bas 1977
Résultats du Grand Prix des Pays-Bas de Formule 1 1977 qui a eu lieu sur le circuit de Zandvoort le 28 août 1977.

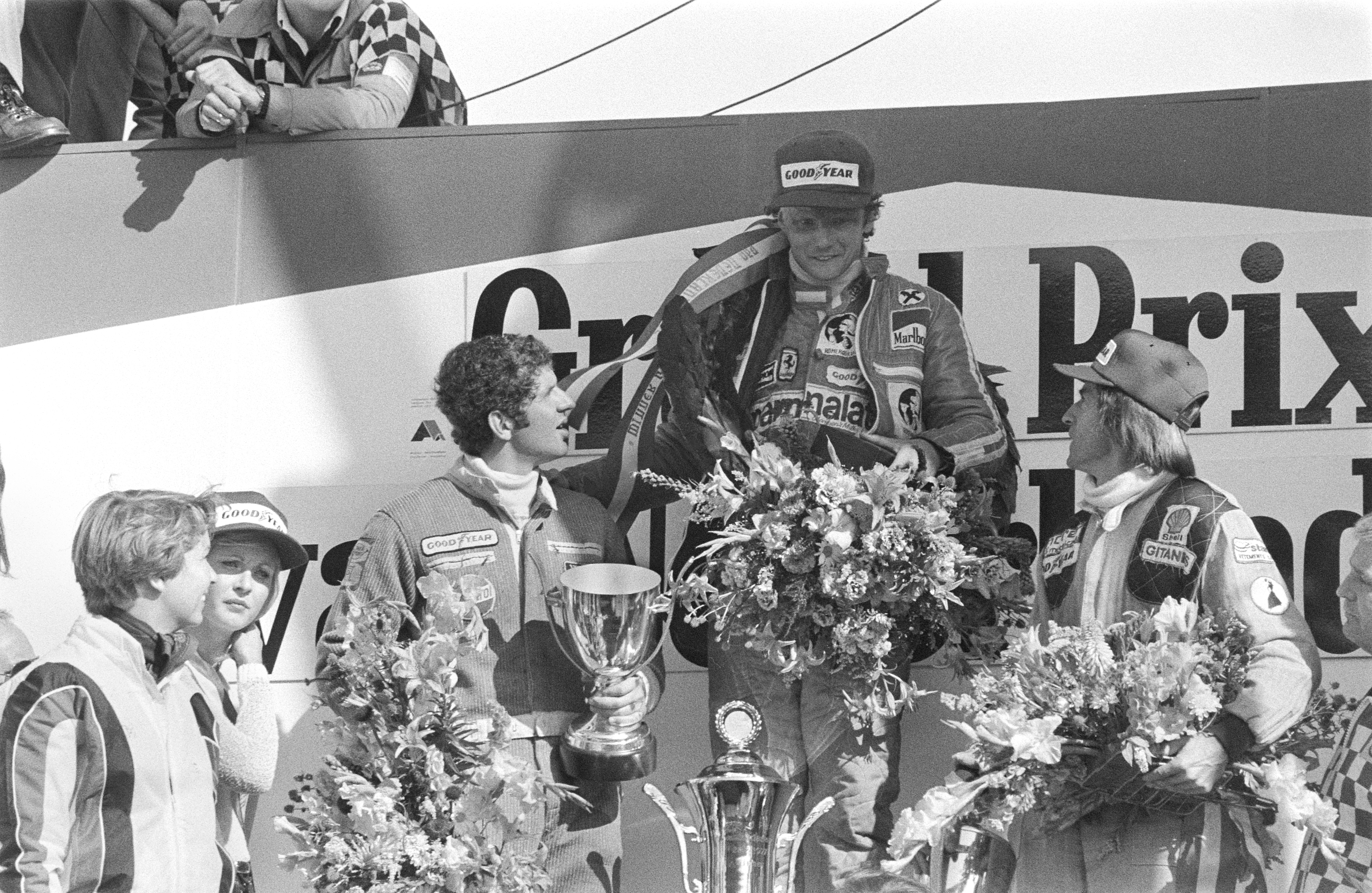
Niki Lauda sur la plus haute marche du podium avec Jacques Laffite (à droite), 2e, et Jody Scheckter, 3e.

## Classement
| Pos  | N° | Pilote                | Voiture            | Tours | Temps/Abandon      | Grille | Points |
| ---- | -- | --------------------- | ------------------ | ----- | ------------------ | ------ | ------ |
| 1    | 11 | Niki Lauda            | Ferrari            | 75    | 1 h 41 min 45 s 93 | 4      | 9      |
| 2    | 26 | Jacques Laffite       | Ligier-Matra       | 75    | +1 s 89            | 2      | 6      |
| 3    | 20 | Jody Scheckter        | Wolf-Ford          | 74    | + 1 tour           | 15     | 4      |
| 4    | 28 | Emerson Fittipaldi    | Copersucar-Ford    | 74    | + 1 tour           | 17     | 3      |
| 5    | 23 | Patrick Tambay        | Ensign-Ford        | 73    | Panne d'essence    | 12     | 2      |
| 6    | 12 | Carlos Reutemann      | Ferrari            | 73    | + 2 tours          | 6      | 1      |
| 7    | 8  | Hans-Joachim Stuck    | Brabham-Alfa Romeo | 73    | + 2 tours          | 19     |        |
| 8    | 35 | Hans Binder           | Penske-Ford        | 73    | + 2 tours          | 18     |        |
| 9    | 30 | Brett Lunger          | McLaren-Ford       | 73    | + 2 tours          | 20     |        |
| 10   | 10 | Ian Scheckter         | March-Ford         | 73    | + 2 tours          | 25     |        |
| 11   | 9  | Alex Ribeiro          | March-Ford         | 72    | + 3 tours          | 24     |        |
| 12   | 19 | Vittorio Brambilla    | Surtees-Ford       | 67    | Accident           | 22     |        |
| 13   | 16 | Riccardo Patrese      | Shadow-Ford        | 67    | Moteur             | 16     |        |
| Dsq. | 38 | Brian Henton          | Boro-Ford          | 52    | Disqualifié        | 23     |        |
| Abd. | 15 | Jean-Pierre Jabouille | Renault            | 39    | Suspension         | 10     |        |
| Abd. | 6  | Gunnar Nilsson        | Lotus-Ford         | 34    | Accident           | 5      |        |
| Abd. | 17 | Alan Jones            | Shadow-Ford        | 32    | Moteur             | 13     |        |
| Abd. | 4  | Patrick Depailler     | Tyrrell-Ford       | 31    | Moteur             | 11     |        |
| Abd. | 3  | Ronnie Peterson       | Tyrrell-Ford       | 18    | Allumage           | 7      |        |
| Abd. | 22 | Clay Regazzoni        | Ensign-Ford        | 17    | Accélérateur       | 9      |        |
| Abd. | 5  | Mario Andretti        | Lotus-Ford         | 14    | Engine             | 1      |        |
| Abd. | 24 | Rupert Keegan         | Hesketh-Ford       | 8     | Accident           | 26     |        |
| Abd. | 1  | James Hunt            | McLaren-Ford       | 5     | Accident           | 3      |        |
| Abd. | 34 | Jean-Pierre Jarier    | Penske-Ford        | 4     | Allumage           | 21     |        |
| Abd. | 7  | John Watson           | Brabham-Alfa Romeo | 2     | Fuile d'huile      | 8      |        |
| Abd. | 2  | Jochen Mass           | McLaren-Ford       | 0     | Accident           | 14     |        |
| Nq.  | 27 | Patrick Nève          | March-Ford         |       | Non qualifié       |        |        |
| Nq.  | 37 | Arturo Merzario       | March-Ford         |       | Non qualifié       |        |        |
| Nq.  | 18 | Vern Schuppan         | Surtees-Ford       |       | Non qualifié       |        |        |
| Nq.  | 39 | Ian Ashley            | Hesketh-Ford       |       | Non qualifié       |        |        |
| Nq.  | 33 | Boy Hayje             | March-Ford         |       | Non qualifié       |        |        |
| Nq.  | 25 | Héctor Rebaque        | Hesketh-Ford       |       | Non qualifié       |        |        |
| Nq.  | 29 | Teddy Pilette         | BRM                |       | Non qualifié       |        |        |
| Nq.  | 32 | Michael Bleekemolen   | March-Ford         |       | Non qualifié       |        |        |

Légende :
- Abd.=Abandon

## Pole position et record du tour
- Pole position : Mario Andretti en 1 min 18 s 65 (vitesse moyenne : 193,434 km/h).
- Tour le plus rapide : Niki Lauda en 1 min 19 s 99 au 72e tour (vitesse moyenne : 190,194 km/h).

## Tours en tête
- James Hunt : 5 (1-5)
- Jacques Laffite : 14 (6-19)
- Niki Lauda : 56 (20-75)

## À noter
- 15e victoire pour Niki Lauda.
- 68e victoire pour Ferrari en tant que constructeur.
- 68e victoire pour Ferrari en tant que motoriste.
- 6e et dernier Grand prix pour l'écurie Boro.